# Manuellsen
Manuellsen (* 26. Januar 1979 in West-Berlin; bürgerlich Emanuel Twellmann) ist ein deutscher Sänger und Rapper aus Mülheim an der Ruhr.

## Werdegang
Emanuel Twellmann wurde in Berlin-Kreuzberg als Sohn einer politischen Aktivistin und dem Burger-Highlife-Musiker George Darko aus Ghana geboren. Nachdem seine Mutter abgeschoben worden war, wuchs er bei einer Pflegefamilie in Mülheim an der Ruhr auf. Er sprach als Jugendlicher einen Werbespot eines Fruchtsaftherstellers. Mit etwa 15 Jahren begann er in Clubs und auf Partys zu rappen und war mit 17 als Ghostwriter für R&B-Künstler tätig. Seine Texte sind in deutscher Sprache verfasst. Er spricht des Weiteren noch Arabisch, Türkisch, Kurdisch, Englisch und etwas Niederländisch.
Nach einem gemeinsamen Auftritt mit Ramsi Aliani wurde Manuellsen bei Eko Freshs damals neu gegründetem Label German Dream Entertainment unter Vertrag genommen. Er ist auf dem Album German Dream Allstars vertreten, konnte jedoch seine bereits fertiggestellte EP sowie sein Soloalbum nicht über dieses Label veröffentlichen. Kurze Zeit später verließ Manuellsen das Label.
Beim Bundesvision Song Contest 2005 trat er gemeinsam mit Sandy für Rheinland-Pfalz auf. Dort lernte er Samy Deluxe kennen. Nach weiteren Veröffentlichungen war er ab 2006 bei dessen Label unter Vertrag. 2008 erschien das Mixtape Das ist meine Welt – Ihr lebt nur darin über Deluxe Records. Kurz nach der Veröffentlichung trennte sich Manuellsen von diesem Label.
Am 16. August 2008 veröffentlichte Manuellsen den 14:36 Minuten langen Track Ihr bringt mich dazu, in dem er seinen Rücktritt bekannt gibt. Sein geplantes Album Geschichten die das Leben schreibt wurde im Internet als freier Download zur Verfügung gestellt. Im Dezember 2008 veröffentlichte er zusammen mit dem Rapper Decino erneut ein Album mit dem Titel Verschworen auf Leben und Pott, das ebenfalls kostenlos heruntergeladen werden konnte. Im 2010 erschienenen Spielfilm Bis aufs Blut – Brüder auf Bewährung hatte Manuellsen seine erste Filmrolle.
Im Jahr 2010 konvertierte er zum Islam. Seitdem trägt er auch sein Pseudonym M. Bilal. Er räumte in einem Interview im Juni 2015 seine von Medien schon länger vermutete Verbindung mit den türkischen Hells Angels ein.
Im Jahr 2015 gründete Manuellsen sein eigenes Label über König im Schatten bei ChapterONE. Unter diesem Label werden unter anderem auch die Rapper Hazardo, Zemine, Twin vermarktet.
Anfang 2023 lud Manuellsen den Influencer und vorbestraften Dortmunder Neonazi Steven Feldmann zu einem Livestream auf der Plattform Twitch ein. Im Verlauf des Gesprächs sagte Manuellsen unter anderem zu Feldmann: „Scheiß auf Politik, Bruder, lass lieber ne gute Zeit haben.“ Für die Einladung Feldmanns, der wegen mehrerer Gewaltdelikte vorbestraft ist, wurde Manuellsen in der HipHop-Szene kritisiert. Das Online-Magazin 16BARS schrieb kurz darauf zu der Angelegenheit:
„Am Ende des Videos nennt Manuellsen ihn seinen Bruder. Nun könnte man argumentieren, dass eine Annäherung stattgefunden hätte und Dialog immer gut ist. Doch einem Menschen eine Plattform zu geben, welcher dann mit „Anstand“, wie Manuellsen es nennt, seine rechtsradikalen Argumente vertritt, ist in Zeiten, in welchen sich der Anschlag von Hanau jährt, nicht nur kritisch zu betrachten, sondern blanker Hohn, gegenüber den zahlreichen Opfern rechter Gewalt.“
Manuellsen stieg im Mai 2023 gegen den Rapper Bözemann in den Boxring. Dem Kampf voraus gingen monatelange Streitereien und szenetypische Ansagen, die im Internet ausgetragen wurden. Bözemann schlug Manuellsen zwei Mal zu Boden und gewann in der dritten Runde durch K.O. Manuellsen hatte bereits Jahre zuvor Konflikte mit anderen bekannten Rappern. 2015 warf er im Zuge eines Streits Bushido und Fler Rassismus vor und erteilte ihnen ein mündliches „Verbot“ für die Einreise nach NRW.

## Gerichtsverfahren
Im August 2020 wurde Manuellsen wegen gemeinschaftlicher Körperverletzung zu 15 Monaten Haft auf Bewährung verurteilt. Hintergrund war ein Streit mit dem Rapper Animus.

## Diskografie
Alben
- 2005: The Hoodalbum
- 2006: Insallah
- 2010: M. Bilal 2010
- 2012: M. Bilal – Souledition
- 2014: MB3
- 2015: Killemall
- 2016: Gangland
- 2017: Der Löwe
- 2018: NJC (mit Micel O)
- 2018: MB4
- 2019: MB Ice
- 2021: Ghetto (mit Massiv)
- 2022: Bereit zu sterben
- 2023: Dead Man Walking
- 2025: Fighting Demons (mit Karbal)

Mixtapes
- 2008: Das ist meine Welt, ihr lebt nur darin
- 2008: Geschichten die das Leben schreibt

Singles
- 2005: Unexpected (Sandy feat. Manuell)
- 2006: Meine Zeit/True Stories
- 2006: R.E.S.P.E.C.T. (feat. Samy Deluxe)
- 2007: Dear Christin
- 2019: Comfort Zone (mit Nura)
- 2021: Blut (Mois & Maestro feat. Massiv, Manuellsen, Sarhad, Azzi Memo, Pietro Lombardi, Ramo, Fard, Mert, Z, King Khalil, Sinan-G & KAY AY; #8 der deutschen Single-Trend-Charts am 2. April 2021[20])

EPs
- 2013: Beste Zeit unseres Lebens (mit Lonyen als M.Bilalonyen)
- 2022: Soul Edition 2.0

Sonstige
- 2005: *m’s Block (Internet Exclusive)
- 2005: Dreams (Internet Exclusive)
- 2005: Weihnachtssong (Internet Exclusive)
- 2005: Kein Du & Ich – Valezka, feat. Manuellsen & Jay (Internet Exclusive)
- 2005: Players Only – Pillath, feat. Manuellsen (Internet Exclusive)
- 2005: Ich ruf Goonies – Pillath, feat. Manuellsen & 45 (Internet Exclusive)
- 2005: Intro – Snaga & Pillath, feat. Manuellsen (Internet Exclusive)
- 2005: 64 Bars – Pillath, feat. Manuellsen & Young Cas (Internet Exclusive)
- 2005: Der Vorhang geht auf – feat. Monroe (Hiphop.de Exclusive)
- 2006: The Hoodalbum (Mixtape)
- 2006: Pott Im Herzen (Juice Exclusive! auf Juice-CD #64)
- 2006: R.E.S.P.E.C.T. (Video mit Samy Deluxe)
- 2006: Der Neue Pott – Fard, Snaga & Pillath, Manuellsen & Grossmaul (Juice Exclusive! auf Juice-CD #66)
- 2006: Über Deutschland (Abroo feat. Manuellsen, Snaga, Pillath und Conny Walker) (Juice Exclusive! auf Juice-CD #67)
- 2007: Massiv hängt – Snaga & Manuellsen (Internet Exclusive)
- 2007: Sch-Sch-Stop – Snaga & Pillath ft. Manuellsen (Internet Exclusive)
- 2007: Einen Tag – Snaga & Pillath ft. Manuellsen (Single)
- 2008: Wir sind jetzt da – Manuellsen, feat. Moe Music & Karizma
- 2008: Ich Hol Es Mir (Produziert Von M3 & Noyd) – Manuellsen (Juice Exclusive! auf Juice-CD #81)
- 2008: Vor-Bye (O.A.D.S.-Remix) (mit Joe Rilla, La Honda, Xatar, G-Fu, Hanybal, Solo, Snaga, Decino, Juvel, Farid Bang und Veysel)
- 2008: Faustring Schlagstock Weste (Produziert von STI) – Manuellsen feat. Juvel (Juice Exclusive CD #83)
- 2008: Kriegsmusik (mit Jeyz und 439) (Juice Exclusive! auf Juice-CD #90)
- 2008: Manuellsen & Favorite 1000er fürn 16er (Internet Exclusive)
- 2008: Teil der Familie (Video)
- 2008: Vor-Bye
- 2008: Verschworen auf Leben und Pott (feat. Decino) (Downloadalbum)
- 2008: Grau (feat. Fler)
- 2009: Durchgriff (Azad feat. 439 und Manuellsen)
- 2009: Kopf oder Zahl (Xatar feat. Manuellsen)
- 2009: Besiege deinen Hass (King Blade & King Klick Ba$$ feat. Manuellsen)
- 2009: Zuckerwatte
- 2009: Immer noch (feat. Kee Rush)
- 2010: Meine Kette (feat. Moe Phoenix)
- 2010: Gang Star (feat. W.S.I.H.) (Juice-Exclusive auf Juice-CD#106)
- 2010: Generation Kanak (feat. Haftbefehl) (Video)
- 2010: Halt die Fresse 3 Allstars feat. Harris, Said, Haftbefehl, Silla, Animus, Alpa Gun, Automatikk, Sinan-G, Massiv, Illy Idol, CosCash & CroniK (Freetrack)
- 2010: -60°C feat. Montez (Produziert von Topbeats) (Freetrack vom Downloadalbum Punchlines eines Melancholikers)
- 2011: Ich hab’ gelebt feat. STV (von Deine Jungs) (Freetrack vom Downloadalbum Therapie)
- 2013: Helden der Stadt feat. Koolhy
- 2015: Lauf der Zeit feat. Azad & MoTrip (Album Mama von MoTrip)
- 2015: Blickwinkel feat. Ajé & Olexesh (Album Strassencocktail von Olexesh)
- 2016: Insallah (Gheddo Remix) feat. Eko Fresh & Massiv (Album Freezy von Eko Fresh)
- 2017: Halb so frei, halb so wild feat. Haudegen (Album Blut Schweiß und Tränen von Haudegen)
- 2017: Ballin feat. Kollegah (Golden Era Tour Tape von KollegahderBoss)
- 2018: Eine Insel feat. Mike Heiter (Eine Insel von Mike Heiter)
- 2019: Karussell auf Smalltalk von Remoe
- 2019: ROCKSTAR auf NIMORIGINAL von Nimo
- 2019: ALLE MEINE LEUTE auf OUTTATHISWORLD – RADIO SHOW VOL.1 von Genetikk
- 2020: Benz AMG auf Generation Beton von Sugar MMFK
- 2020: Der Mensch mit Deno419 (Rang 12 der deutschen Single-Trend-Charts am 13. November 2020[21])
- 2022: Over auf Nouva Prova von Deno419

## Schriften
- Manuellsen, Nina Damsch: Manuellsen. König im Schatten: Respekt nur, wem Respekt gebührt (Ein Leben zwischen Rap, Rassismus und Rockerclubs). Droemer HC, München 2021, ISBN 978-3-426-27857-4.